# 旺达·塞克丝
旺达·塞克丝（英語：Wanda Sykes，1964年3月7日—）是一位美国作家，女演员。她曾凭借《The Chris Rock Show》赢得1999年艾美奖。2004年，《娱乐周刊》评选她为全美国25个最有趣的人之一。她的作品还包括《人生如戲》。
2009年11月，她自己的深夜脱口秀节目《The Wanda Sykes Show》在Fox首播，此后每周六播出，直到2010年4月节目被取消。她参与过演出或配音的电影包括《冒牌天神2》，《结婚证书》，《森林保衛戰》，《熊的傳說2》，《里約大冒險》和《冰原歷險記4：板塊漂移》。

## 早期生活
塞克丝出生于弗吉尼亚州朴次茅斯，在华盛顿长大。母亲是一位银行家，父亲是为五角大楼工作的一位陆军上校。她在汉普顿大学获得市场营销学士学位。大学毕业后，她的第一份工作是在美国国家安全局 (NSA)，在那里工作了五年。

## 个人生活
塞克丝1991年与唱片制作人Dave Hall结婚，这段婚姻一直维持到1998年。2008年11月，她在拉斯维加斯公开出柜承认自己是同性恋，以表示支持同性婚姻，反对加利福尼亚州的8号提案。
此前1个月，塞克丝已经与2006年相识的Alex结婚，她们有两个孩子。